# Phelsuma roesleri
Phelsuma roesleri là một loài thằn lằn trong họ Gekkonidae. Loài này được Glaw, Gehring, Köhler, Franzen & Vences mô tả khoa học đầu tiên năm 2010.